# Slaget vid Lesna
Slaget vid Lesna eller Lesnaja (ryska: Битва при Лесной, Bitva pri Lesnoj) var ett slag under stora nordiska kriget och stod den 28 september 1708 (enligt den svenska kalendern; 27 september enligt den julianska och 8 oktober enligt den gregorianska) mellan en svensk här under Adam Ludwig Lewenhaupt och en rysk här under Peter den store av Ryssland. Själva slaget blev en svensk pyrrhusseger där förnödenheterna som Karl XII behövde för framryckningen mot Moskva förstördes.

## Bakgrund
Efter den svenska arméns seger vid Humlebæk och i slaget vid Narva år 1700 slogs både Danmark och Ryssland ut ur kriget. Men kung Karl XII visade sig oförmögen att avsluta kriget samma år, då det tog åtta år att ta itu med kung August den starke. Under tiden hade Peter den store återuppbyggt och moderniserat sin armé. Han erövrade svenska Ingermanland, där han grundade staden Sankt Petersburg. Som hämnd för detta började Karl göra upp planer på ett fälttåg mot Moskva för att kunna avsluta kriget en gång för alla.

## Upptakten till slaget
I början av april 1708 besökte general Adam Ludwig Lewenhaupt kung Karl XII vid den svenska arméns vinterkvarter i Radoszkowice för att ta emot order för det pågående fälttåget mot Ryssland. Här fick han i uppdrag att skaffa en stor mängd proviant och trossvagnar till huvudarmén för tre veckors fälttåg. Så fort han samlat in tillräckligt med proviant skulle Lewenhaupt samla så många soldater som möjligt från Livland, utan att lämna dess garnisoner helt tomma. Lewenhaupt skulle då använda dessa trupper för att eskortera trosståget och möta upp med Karls huvudarmé vid Mogilev under början av augusti.
I maj samma år återvände Lewenhaupt till Riga för att slutföra uppgiften, vilket visade sig vara långt ifrån enkelt. De närliggande besittningarna hade fått utstå många strider under kriget, och rensats på nödvändiga resurser. I början av juni beordrades kolonnen - som Lewenhaupt samlat - att påbörja ett fälttåg för att nå Karl XII i Mogilev enligt tidplanen. Men tåget var långt ifrån redo på grund av de problem som det var att samla ihop det. Trosståget samlades till slut under början av juli, men Lewenhaupt var nu tre till fyra veckor efter tidsplanen och hans underlägsna trupper (Karl förväntade sig omkring 20 000 soldater, men i själva verket var bara 12 000 soldater redo att marschera med en total omfattning på 13 000 soldater och 1 300 officerare) visade sig vara odugliga för att kunna nå fram till Karls huvudarmé före september.

### Lewenhaupts fälttåg
Marschen gick långsammare än förväntat, då stora skyfall förvandlas vägarna till lervälling och vattendragen blev översvämmade, vilket visade sig vara ett stort uppdrag att korsa och sålunda trappades den förväntade ankomsttiden upp ytterligare. Men efter flera veckors väntan och inga rapporter från Lewenhaupt ändrade Karl sina krigsplaner, då hans ställning i Mogilev blev instabil, och den 16 september beslutade han att överge sitt läger och marschera söderut mot Severien i Lillryssland, i hopp om att kunna få goda vinterkvarter. Under denna tid stod Lewenhaupt cirka 135 kilometer från Karl och den 18 september fick han nya order om att möta upp honom vid Starodub och började själv marschera söderut. Hans tåg passerade mellan Mogilev och Gorki på väg mot Propoisk på floden Sozj. Den 21 september korsade Lewenhaupt floden Dnepr och var på väg söderut. Peter den store, som observerade dessa rörelser, skickade en armé under Boris Sjeremetev efter Karl och samlade en egen armé för att få tag i Lewenhaupt. Ryssarna mötte Lewenhaupts trosståg den 24 september och började genast förfölja det, vilket tvingade svenskarna att marschera i försvarsformation över svår terräng medan antalet ryska trupper växte stadigt.
Peter, som uppskattade att den svenska styrkan bestod av 16 000 soldater, hade samlat trupper mer överlägsna än Lewenhaupts och ville genast ta hans trosståg medan det fortfarande var utom den svenska huvudarméns räckhåll. Därför ville han konfrontera och förstöra tåget innan det korsade floden Sozj där det annars skulle nå – som Peter antog – den svenska huvudarmén (ryssarna hade vilseledande rapporter som sade att Karl stod 25 kilometer bort från Sozj och inte 120 som de tidigare antog). Den 26 september var ryssarna i området många nog att utgöra ett betydande hot mot Lewenhaupts tåg och de båda sidorna konfronterade varandra under en tid vid byn Belitsa. Senare beordrade dock Lewenhaupt en kavalleriattack som bestod av 4 000 ryttare mot lika många ryska dragoner som stod framför dem. De ryska ryttarna ville inte möta svenskarna och började istället dra sig tillbaka, och förföljdes av svenskarna under fyra kilometers ritt. Under detta möte stupade omkring 50 ryssar och 3-4 svenska ryttare sårades. Det blev ingen egentlig strid då båda sidorna skildes och konfrontationen slutade med en snabb kavalleristrid.
Senare samma dag anlände Lewenhaupt till den lilla byn Lesna och var inom en dagsmarsch från Propoisk. Nu visste han att Peter fanns i närheten med flera ryska trupper. Men han visste inte exakt hur stor den ryska armén var. Så fort han kom till Propoisk kunde han korsa floden Sozj och sätta sig i säkerhet, om han var målet för en hel rysk armé.

## Slagordning

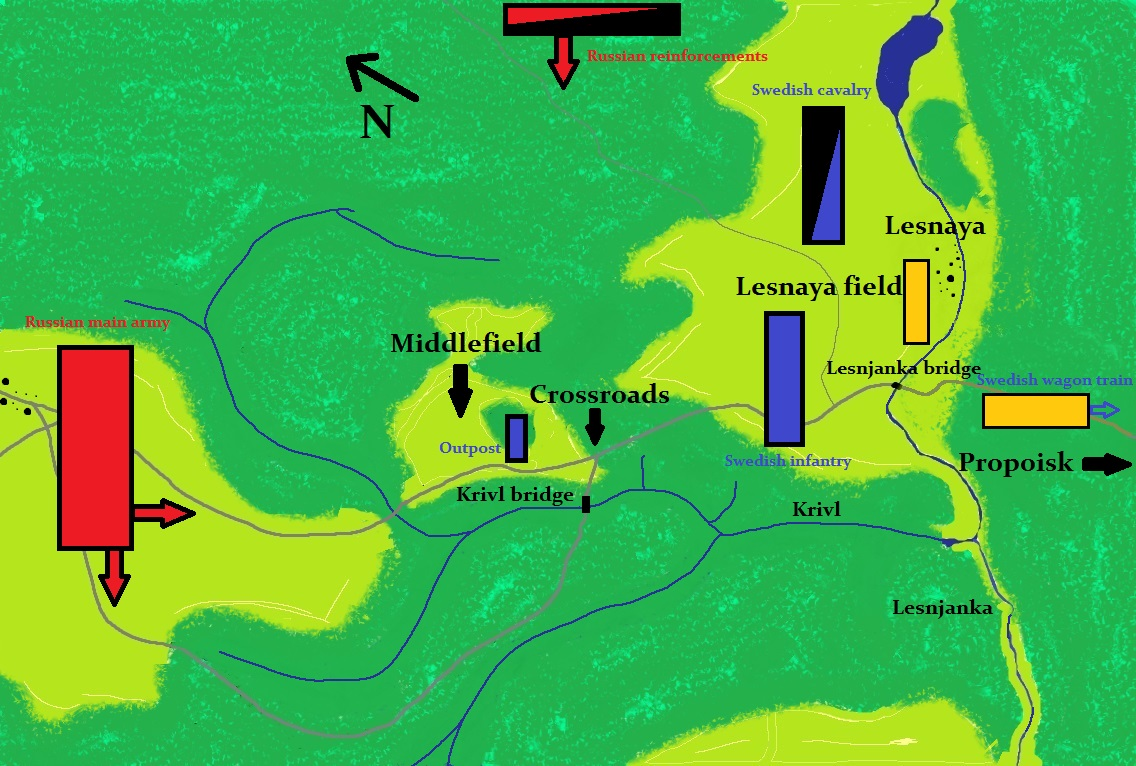
Arméernas ställningar under slaget vid Lesna 1708. Ryssarna i rött, svenskarna i blått och det svenska trosståget i orange.

Ryssarna samlade sina trupper för att anfalla svenskarna bakifrån medan de korsade Lesnjankaån vid byn Lesna. Svenskarna marscherade söderut mot Propoisk genom att korsa floden Sozh. Marschen dit gick mycket långsamt och de spridda svenska trupperna var då mycket sårbara för ryska anfall. Peter drog nytta av detta och gjorde sig redo för strid. Hans armé bestod av 26 000 soldater (varav 13 000 under hans personliga befäl): 5 000 dragoner under Christian Felix Bauers befäl stod vid Berezovka, 8 000 fotsoldater under Werdens befäl stod vid Patskovo (som ej kunde delta i striden) och omkring 2 500-5 000 kosacker och kalmucker. Peter hade sammanlagt omkring 30 000 soldater mot Lewenhaupt. När anfallet började hade mer än hälften av de svenska trupperna korsat Lesnjankaån. De bestod av omkring 12 000 soldater uppdelade i 17 bataljoner, med mer än 4 500 trossvagnar i deras tåg.
Peter delade upp sina 13 000 soldater i två kolonner: den högra (västra på 6 045 man) under Michail Golitsyns befäl, med Peter själv som medhjälpare, och den vänstra (östra, på 6 896 man) under Aleksandr Mensjikovs befäl. De två kolonnerna tågade mot Mittenfältet mellan det norra och södra skogsbrynet. Lewenhaupts armé låg bakom det södra brynet och Peter anföll från norr. Mensjikovs styrka färdades via en två kilometer lång väg, medan Peter trängde igenom en tre kilometer lång tätskog.
Lewenhaupt hade till en början omkring 4 500 soldater (frånsett samtliga officerare) på Lesnjankaåns norra sida för att möta det första anfallet, medan hans övriga trupper korsade ån och marscherade mot Propoisk. Men medan striden eskalerade fick han skaffa förstärkningar och han fick möta ryssarna ihop med sammanlagt 9 000 soldater (medräknat samtliga officerare). Minst 2 900 soldater beordrades att beskydda trosståget. Svenskarna placerade också en utpost på Mittenfältet, bestående av högst tre bataljoner (på 900 man), som skulle varna för och fördröja ett eventuellt ryskt anfall. Det var här som de två ryska kolonnerna marscherade mot dem.

## Slaget

### Striderna på Mittenfältet
Slaget började omkring kl. 10:00 den 28 september. Peters kolonn under Mensjikov nådde Mittenfältet från nordväst och upptäckte de utplacerade svenskarna. Olyckligtvis för Mensjikov tog överstelöjtnant Claes Jurgen Freijbourg, befälhavaren för den svenska utposten, initiativet och inledde ett överraskningsanfall som förvirrade den ryska kolonnen, medan den plötsliga musköt- och kanonelden varnade Lewenhaupts övriga trupper. Efter det framgångsrika anfallet var svenskarna tvungna att dra sig tillbaka med många sårade genom det södra skogsbrynet, där de understöddes av fem nya bataljoner under Berndt Otto Stackelbergs befäl, som marscherade från Lesna.
Under tiden kom Peters högra kolonn till vägkorsningen och korsade Krivls träskmarker, strax söder om Mittenfältet, nära den plats där Mensjikovs kolonn hade stridit. Med Peter till sin vänstra flank och Mensjikov på fronten kämpade Stackelbergs fem bataljoner mot 13 000 ryssar. Sex övriga svenska bataljoner var på väg till slagfältet. Peters trupper stod vid vägkorsningen och var nära att drivas tillbaka av svenskarna, och kunde ha besegrats om inte de ryska gardesregementena hade kommit dit och stoppat svenskarnas offensiv. Striderna vid vägkorsningen pendlade fram och tillbaka. Den ryska linjen förstärktes med sex kanoner. Men svenskarna, som själva inte hade något artilleri, kunde erövra fyra av dessa och blockera Peters frammarsch vid Krivlbron.
Vid kl. 11:00 utförde Mensjikovs gardister, som mötte den svenska högerflanken på Mittenfältet, en framgångsrik överflygling mot fem svenska bataljoner, som fick retirera in i det södra skogsbrynet och förbereda sig för att möta det väntade ryska angreppet. Deras avfärd lämnade en obevakad bro i närheten av vägkorsningen, som ryssarna använde för att marschera ut och formera sig. Stackelberg blev sålunda med sina underlägsna trupper instängd i en kniptångsmanöver, och mot Lewenhaupts vilja beordrade han ett tillbakadragande. De sex svenska bataljonerna, som fortsatte med sin marsch genom skogen, fick också order om att dra sig tillbaka, vilket var en handling som avskilde Hälsinges andra bataljon, som tidigare drev tillbaka ryssarna och som var nu nära på att bli förintade av dem.
Lewenhaupt (som försökte samla sitt kavalleri för att stödja det svenska infanteriet under striderna vid Mittenfältet och vägkorsningen) blev anfallen av ryska dragoner som kom österut genom det södra skogsbrynet och var på väg mot de svenska dragonerna utplacerade på det öppna fältet öster om Lesna. Ryssarna hade vissa inledande framgångar, men så snart som huvuddelen av det svenska kavalleriet anlände uppställt i en kilformation slogs det ryska kavalleriet tillbaka och bröts snabbt itu. Peter med sina fotsoldater och dragoner drev bort de sista flyende svenskarna och hade full kontroll över det södra skogsbrynet. Ryssarna ville nu nå Lesnafältet mellan skogen och Lesna för att blockera den bro över vilken svenskarna skulle få ytterligare förstärkningar. Lewenhaupt, som blev besviken på Stackelbergs reträtt, beordrade en svensk motoffensiv för att driva ut ryssarna från skogen. Svenskarna motattackerade med stöd från 16 kanoner från Lesna. Men de ryska trupperna, med stöd från sina 30 kanoner, var för starka och svenskarna blev tvungna att retirera.

### Striderna på Lesnafältet

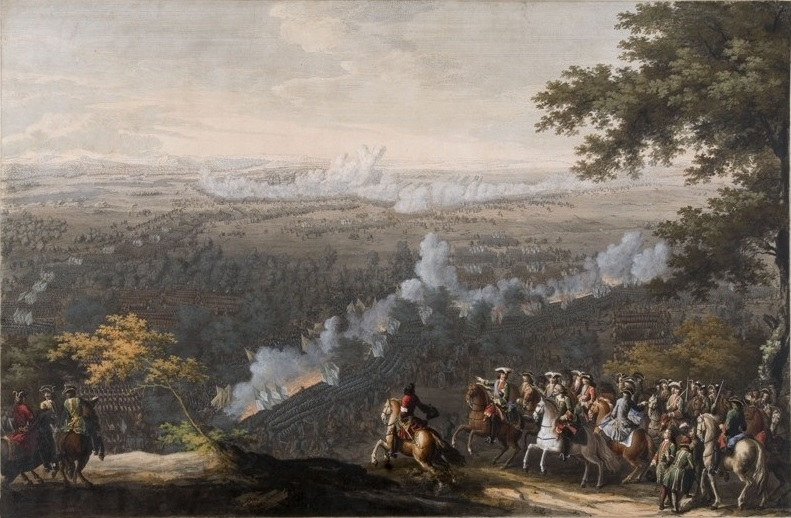
Slaget vid Lesna, gravyr av Nicolas Larmessin 1722–1724.

Svenskarna retirerade strax nära Lesna och ryssarna förföljde dem till den närbelägna öppna terrängen, vilka hade som avsikt att därifrån inleda ett avgörande anfall. Men båda sidorna var mycket utmattade efter dagens hårda strider och fientligheterna upphörde vid kl. 15:00. Båda sidorna, separerade med bara 150-200 meter, slog sig ner på fältet och vilade. Under denna paus fördelade de båda arméerna mat, vatten och ammunition till sina led, utfärdade order och utplacerade förstärkningar inför slutstriden. På något sätt under denna märkliga fas blev den ryske generalen Friedrich von Hessen-Darmstadt skjuten och dödligt sårad när han red fram och tillbaka på ett provocerande sätt mellan de båda arméerna. Han dog av sina skador fyra dagar senare. Den en timme långa pausen avslutade kl. 16:00, med ankomsten, efter en lång marsch, av Bauers kompani på 4 000 ryska dragoner.
Vid kl. 16:00 öppnade svenskarna eld, med kanoner placerade 600 meter från det södra skogsbrynet, på de nyanlända dragonerna, som då förenade sig till ryssarnas vänsterflank. Bauers dragoner - utan att invänta Peters order - stormade mot svenskarna, understödda av de övriga ryska trupperna. Den öppna terrängen gav de svenska trupperna möjlighet att samordna sitt infanteri och kavalleri, en fördel som de tacksamt grep till. Den ryska frontlinjen drog sig tillbaka gång på gång av de svenska infanteriangreppen, bara för att finna sig själva under direkt anfall bakifrån av det svenska kavalleriet. Detta blev dock bara en tillfällig fördel med tanke på att den ryska reservstyrkan, som bestod av tre bataljoner, understödde frontlinjen.
Den ryska högerflanken under Golitsyns befäl förflyttades för att säkra den enda bron över Lesnjanka för att hindra svenska förstärkningar från att använda den, samtidigt som man försöker att fånga dem med ryggen mot floden. Dock var bron kraftigt försvarat och ryssarna slogs tillbaka, vilka led stora förluster. Vid den här tiden besvärades båda arméerna av en snöstorm, ett sällsynt väderslag för slutet av september, även i Ryssland. Vid kl. 17:00 beordrade Lewenhaupt ett samordnat anfall, som dock motverkades av ryssarnas kontinuerliga skottsalvor. Svenskarna tog svåra förluster och drevs vidare tillbaka mot byn. Deras linje uppdelades också i två delar, den ena sidan mot Lesna (öster om bron) och den andra mot skogen västerut. Den ytterst viktiga bron var på gränsen att erövras tills den återtogs av 900 svenska dragoner från andra sidan floden, vars våldsamma angrepp drev tillbaka ryssarna. Vid kl. 19:00, vid nattens inbrott, lämnade ryssarna fältet och drog sig tillbaka till skogsbrynet. Svenskarna stod i slagordning i flera timmar och väntade på ett kvällsanfall som aldrig kom.

## Följder
| Adam Ludwig Lewenhaupt (vänster) och Peter den store (höger). |  | Adam Ludwig Lewenhaupt (vänster) och Peter den store (höger). |
| Adam Ludwig Lewenhaupt (vänster) och Peter den store (höger). |  |                                                               |

Svenskarna stannade kvar i sina positioner i flera timmar, i händelse av en förnyad attack och för att övertyga ryssarna om att de hade för avsikt att stanna. Lewenhaupt beslutade därefter att dra tillbaka sin armé i skydd av mörkret och fortsätta på sin marsch mot Propoisk. Varje förband tog sig sakta över ån medan de försvarades av de kvarvarande trupperna. Under dessa avancemang blev ett antal vagnar förstörda och blockerade delvis den väg som det svenska artilleriet skulle använda. Sålunda beslutades det att ett antal av dessa skulle sänkas ner i leran (för att hindra dem från att falla i ryska händer), då dessa var svåra att förflytta under den snabba marschen. Efter att Lewenhaupt lyckades framgångsrikt korsa strömmen med alla sina trupper fortsatte han mot Propoisk. Men detta tillbakadragande blev början till slutet för en stor del av hans armé.
Trots svenskarnas svåra tillstånd, med soldater som gick vilse i skogen under marschen, lyckades de komma till Propoisk, bara för att upptäcka att staden och bron hade bränts ner. Detta gjordes troligtvis av Bauers detachement, eftersom dessa fortfarande blockerade korsningen. Nu förföll Lewenhaupts armé till en pöbel, möjligtvis på grund av rädslan av att bli instängd mellan Peters armé bakom sig och Bauers detachement. Det fanns inte heller något lämpligt material för att bygga en bro av. Svenskarna såg risken av att bli förföljda bakifrån av den ryska armén, så Lewenhaupt bestämde att allt som kunde bäras skulle tas ur vagnarna, och alla trossvagnar brändes tillsammans med huvuddelen av den proviant som fanns i dessa. Detta resulterade i att en stor del av soldaterna drack sig berusade, och så småningom blev tillfångatagna av ryssarna, medan de övriga bestämde att det var bättre att kapitulera eller försöka ta sig hem själva.. Sammanlagt försvann omkring 4 000 svenska soldater efter striden. Nästa morgon tillfångatog ryssarna dessa desertörer och eftersläntrare, och omkring 500 av dem dödades vid Propoisk. Ryssarna var nöjda med detta och fortsatte att samla ihop de desertörer de kunde hitta, men de ville inte försöka konfrontera huvuddelen av Lewenhaupts armé.
Följande dag hittade Lewenhaupt en korsning över floden Sozj och under de kommande två dagarna simmade soldaterna över floden till säkerhet. Vid det här laget blev Lewenhaupts armé ordnad och ryssarnas förföljelse hade upphört. Armén, som nu var utan artilleri och trosståg, marscherade vidare för att möta upp med Karl XII:s huvudarmé i Starodub. De blev på vägen anfallna av en rysk styrka, men dessa drevs snabbt tillbaka. Den 23 oktober anlände Lewenhaupts trupper till huvudarmén vid Rukova. Då bestod dessa av 6 500 man och utan det efterlängtade trosståget. Karl XII beslöt därför att tåga söderut mot Lillryssland där det fanns goda förutsättningar att försörja armén och där han fann en bundsförvant i hetmanen Ivan Mazepa och kosackerna, som ville frigöra Lillryssland från Ryssland. Slaget blev viktigt för stridsmoralen hos den ryska armén och användes i propagandan som bevis för att den svenska armén kunde besegras. Själva slaget kan dock beskrivas som en mindre svensk seger eftersom ryssarna misslyckades med att utplåna Lewenhaupts armé. Den ryske tsaren Peter den store kallade inte desto mindre senare slaget vid Lesna för "Poltavasegerns moder".

### Förluster
Svenskarna förlorade i slaget omkring 1 000 i döda och tillfångatagna, tillsammans med några tusen sårade, totalt mindre än 3 000 enligt Lewenhaupt. 1 000 svenskar dödades eller tillfångatogs senare på vägen till huvudarmén. 3 000 svenskar försvann, varav 1 500 av dessa fann vägen tillbaka till Kurland. Samtliga trossvagnar övergavs och förstördes. Enligt ryska officiella beräkningar förlorade svenskarna omkring 8 000 döda under striden och ytterligare 1 000 man under sin marsch, tillsammans med 876 tillfångatagna. Dessa siffror är dock tvivelaktiga.
De ryska förlusterna i slaget uppgick till omkring 1 111 döda och 2 856 sårade, enligt ryska officiella påståenden. Dessa siffror är omtvistade som "ofullständiga och motsägelsefulla" enligt den ryske historikern Pavel Konovaltjuk. De svenska officiella rapporterna hävdade att mer än 20 000 ryssar dog i slaget, återigen ett tveksamt antal. Lewenhaupt beräknade ursprungligen att mer än 6 000 ryssar dödades och sårades under slaget, men senare, under fångenskapen i Moskva, upptäckte han att antalet 9 000 döda och sårade ryssar rapporterades av officerare som deltog i slaget.

## Deltagande svenska regementen
Infanteri
- Hälsinge regemente (1 160 man)
- Björneborgs regemente (900 man)
- Upplands, Västmanlands och Dalarnas tremänningsregemente (980 man)
- Åbos, Björneborgs och Nylands tremänningsregemente (900 man)
- Smålands tremänningsregemente (600 man)
- Livlands och Ösels infanteriregemente (880 man)
- Åbolands regemente (500 man)
- Nylands regemente (500 man)
- Österbottens regemente (600 man)
- Närke-Värmlands tremänningsregemente (400 man)
- Öselska infanteribataljonen (580 man)
- Artilleriregementet (50 man)
- Totalt: 8 050 man

Kavalleri
- Livländska Adelsfanan (200 man)
- Åbo och Björneborgs läns kavalleriregemente (1 000 man)
- Viborgs läns kavalleriregemente (800 man)
- Upplands ståndsdragonregemente (800 man)
- Schlippenbachs livländska värvade dragonregemente (600 man)
- Schreiterfelts livländska värvade dragonregemente (600 man)
- Karelska lantdragonskvadronen (300 man)
- Skoghs livländska dragonskvadron (300 man)
- Öselska ståndsdragonskvadronen (300 man)
- Totalt: 4 900 man

Sammanlagt: 12 950 man (exklusive officerare)